# 大花鸡肉参
大花鸡肉参（学名：Incarvillea mairei var. grandiflora）为紫葳科角蒿属下的一个变种。

## 扩展阅读
- 維基物種上的相關：大花鸡肉参